# العلاقات الأذربيجانية الإكوادورية
العلاقات الأذربيجانية الإكوادورية هي العلاقات الثنائية التي تجمع بين أذربيجان والإكوادور.

## مقارنة بين البلدين
هذه مقارنة عامة ومرجعية للدولتين:
| وجه المقارنة                                              | أذربيجان        | الإكوادور                      |
| --------------------------------------------------------- | --------------- | ------------------------------ |
| المساحة (كم2)                                             | 86.60 ألف       | 283.56 ألف                     |
| عدد السكان (نسمة)                                         | 10.00 مليون     | 16.62 مليون                    |
| الكثافة السكانية (ن./كم²)                                 | 115.47          | 58.61                          |
| العاصمة                                                   | باكو            | كيتو                           |
| اللغة الرسمية                                             | اللغة الأذرية   | اللغة الإسبانية، كيشوا ‏، شوار ‏ |
| العملة                                                    | مانات أذربيجاني | دولار أمريكي، سوكري إكوادوري   |
| الناتج المحلي الإجمالي (بليون دولار)                      | 40.75 مليار     | 103.06 مليار                   |
| الناتج المحلي الإجمالي (تعادل القوة الشرائية) بليون دولار | 171.56 مليار    | 185.24 مليار                   |
| الناتج المحلي الإجمالي الاسمي للفرد دولار أمريكي          | 5.50 ألف        | 6.21 ألف                       |
| الناتج المحلي الإجمالي للفرد دولار أمريكي                 | 17.52 ألف       | 11.37 ألف                      |
| مؤشر التنمية البشرية                                      | 0.751           | 0.746                          |
| رمز المكالمات الدولي                                      | +994            | +593                           |
| رمز الإنترنت                                              | .az             | .ec                            |
| المنطقة الزمنية                                           | ت ع م+04:00     | 00                             |

## منظمات دولية مشتركة
يشترك البلدان في عضوية مجموعة من المنظمات الدولية، منها:
| علم المنظمة | اسم المنظمة                        | تاريخ انضمام أذربيجان | تاريخ انضمام الإكوادور |
| ----------- | ---------------------------------- | --------------------- | ---------------------- |
|             | الاتحاد البريدي العالمي            | ?                     | ?                      |
|             | يونسكو                             | 3 يونيو 1992          | 22 يناير 1947          |
|             | البنك الدولي للإنشاء والتعمير      | 18 سبتمبر 1992        | 28 ديسمبر 1945         |
|             | وكالة ضمان الاستثمار متعدد الأطراف | 23 سبتمبر 1992        | 12 أبريل 1988          |
|             | الاتحاد الدولي للاتصالات           | 10 أبريل 1992         | 17 أبريل 1920          |
|             | منظمة الشرطة الجنائية الدولية      | ?                     | ?                      |
|             | مؤسسة التمويل الدولية              | 11 أكتوبر 1995        | 20 يوليو 1956          |
|             | الأمم المتحدة                      | 2 مارس 1992           | 21 ديسمبر 1945         |
|             | مؤسسة التنمية الدولية              | 31 مارس 1995          | 7 نوفمبر 1961          |
|             | منظمة حظر الأسلحة الكيميائية       | ?                     | ?                      |

## وصلات خارجية
- موقع وزارة الخارجية الأذربيجانية
- موقع وزارة الخارجية الإكوادورية